# Париски мир (1303)
Париски мир из 1303. године потписан је 20. маја између енглеског краља Едварда I Плантагенета и француског краља Филипа IV. 
Овим миром завршен је Гијенски рат, део Стогодишњег рата који је избио због покушаја француског краља Филипа да врати војводство Гијену које се од 1152. године налази под влашћу Енглеске. Према одредбама Париског мира, Гијена је враћена Енглеској. Тако повољан исход Гијенског рата за Енглезе условљен је поразом Филипа IV код Куртреа у Фландријском рату који га је приморао да све своје снаге усмери против Фламанаца. 
Гијена је остала повод даљих ратова све до краја Стогодишњег рата (1453. године) када је коначно припојена Француској. 